# 三台站
三台站是沈山铁路和三渤铁路上的一个铁路车站，位于辽宁省沈阳市于洪区，建于1906年，目前为四等站，邮政编码为110145。车站目前仅办理沈山铁路客货车的接发业务，不办理客货运业务
车站目前设有2条正线、4条到发线、1条货物线和1条牵出线。